# Енциклопедија социјалног рада
Енциклопедија социјалног рада је периодична публикација националних асоцијација социјалног рада која садржи опште знање о професији. У САД је први пут штампана 1929. као годишњак. Деветнаесто издање штампано је 1995. уз додатке 1997. и 2003. године. Обим је око 3 000 страница.